# Рыки
Рыки (пол. Ryki)  —  город  в Польше, входит в Люблинское воеводство,  Рыцкий повят.  Имеет статус городско-сельской гмины. Занимает площадь 27,38 км². Население — 9722 человека (на 2004 год).